# Héctor Olivera (baseball)
Pour le cinéaste argentin, voir Héctor Olivera.
Héctor Olivera Amaro, né le 5 avril 1985 à Santiago de Cuba, est un joueur cubain de baseball qui évolue au poste de troisième but.
Il joue de 2003 à 2011 ainsi qu'en 2013 pour Santiago de Cuba et dans la Ligue majeure de baseball avec les Braves d'Atlanta en 2015 et 2016.

## Carrière

### Serie Nacional
À Cuba, Héctor Olivera s'aligne en Serie Nacional avec les Avispas de Santiago de Cuba. Il mesure 6 pieds deux pouces et pèse 195 livres. Sa moyenne au bâton se chiffre à, 315 ou plus dans 9 des 10 saisons qu'il dispute dans son pays natal. L'un des meilleurs frappeurs de la ligue, il réussit 21 vols de buts en 22 essais durant la saison 2007-2008 mais est considérablement moins menaçant sur les sentiers au cours des années subséquentes.
Durant la saison 2011-2012, sa moyenne de puissance de, 626 le classe 3e derrière José Abreu et Alfredo Despaigne, et il est 4e avec une moyenne de présence sur les buts de, 462. En 214 passages au bâton cette année-là, il frappe 17 circuits et maintient une moyenne au bâton de, 341. Invité au match d'étoiles en 2012, il remporte le concours de coups de circuit organisé en marge de l'événement.
Blessé, il rate toute la saison 2012-2013 de la Serie Nacional, mais revient au jeu en 2013-2014, où il frappe pour, 316 en 273 passages au bâton, 7 circuits et plus de buts-sur-balles (38) que de retraits sur des prises (25). Il joue cependant peu à sa position de joueur de deuxième but et est davantage aligné comme frappeur désigné.

### International

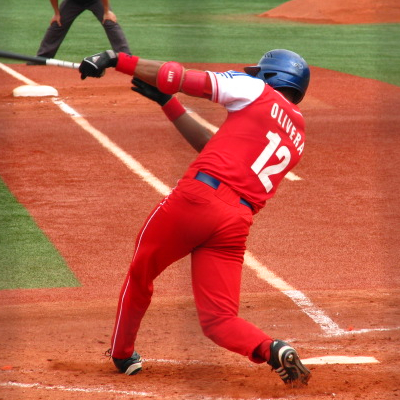
Héctor Olivera avec l'équipe de Cuba lors d'un match en 2010 au Meiji Jingu Stadium de Shinjuku, au Japon.

Héctor Olivera joue avec l'équipe de Cuba dans plusieurs compétitions internationales : la Coupe du monde de baseball en 2007, 2009 et 2011; les Jeux olympiques de 2008 où Cuba remporte la médaille d'argent; la Classique mondiale de baseball 2009.
Meneur pour les points marqués (10) et la moyenne au bâton (,593) à la Coupe intercontinentale de baseball 2010, il est nommé meilleur joueur de la compétition où Cuba remporte à Taïwan la médaille d'or.

### Défection
La défection d'Olivera est confirmée en septembre 2014 par Granma, organe de presse officiel du Parti communiste cubain.

### Dodgers de Los Angeles
En mars 2015, Olivera est déclaré agent libre par la Ligue majeure de baseball, ce qui signifie qu'il est maintenant libre de négocier un contrat avec le club nord-américain de son choix. Le 24 mars 2015, il accepte un contrat de 6 ans avec les Dodgers de Los Angeles pour 62,5 millions de dollars US, incluant un bonus à la signature de 28 millions.
Assigné à un club-école des Dodgers en ligues mineures, il commence sa saison après les autres en raison de sa signature tardive de contrat. Il joue 19 matchs avec trois clubs affiliés aux Dodgers, et est contraint à l'inactivité à la fin juin en raison d'une blessure aux ischio-jambiers.

### Braves d'Atlanta
Olivera est acquis le 30 juillet 2015 par les Braves d'Atlanta, l'équipe qui avaient tenté de le mettre sous contrat au printemps précédent, avant de voir sa mise battue aux enchères par celle des Dodgers. En effet, Los Angeles transfère aux Braves le joueur cubain ainsi que  le releveur gaucher Paco Rodriguez et le lanceur droitier des ligues mineures Zachary Bird, dans une transaction qui envoie aux Dodgers le lanceur gaucher Alex Wood, le lanceur droitier Bronson Arroyo, le releveur droitier Jim Johnson, le releveur gaucher Luis Avilán et le joueur d'avant-champ des ligues mineures José Peraza.
Olivera fait ses débuts dans le baseball majeur avec Atlanta le 1er septembre 2015 et récolte son premier coup sûr, face au lanceur Adam Conley des Marlins de Miami, ainsi que ses deux premiers points produits. Il maintient en 2015 pour Atlanta une moyenne au bâton de ,253 en 24 matchs avec deux circuits et 11 points produits. Son premier circuit dans les majeures est frappé le 7 septembre 2015 contre le lanceur Colton Murray des Phillies de Philadelphie.
Olivera dispute 24 matchs des Braves en 2015 et seulement 6 en 2016. Sa moyenne au bâton s'élève à ,245 avec deux circuits et 13 points produits. 

### Padres de San Diego
Le 30 juillet 2016, Atlanta transfère Olivera - qui est sous le coup d'une suspension imposée par la ligue - aux Padres de San Diego contre le voltigeur Matt Kemp et reçoit en plus une somme de 10,5 millions de dollars pour payer le salaire de ce nouveau joueur. Olivera ne dispute aucun match pour les Padres et est libéré de son contrat le 10 août 2016.

### Arrestation pour violence conjugale
Le 13 avril 2016, Olivera est arrêté à Pentagon City en Virginie pour voies de fait à l'endroit d'une femme. En mai 2016, il est suspendu 82 matchs par la Ligue majeure de baseball en vertu de la politique sur la violence conjugale. En septembre 2016, Olivera est condamné à 10 jours de prison pour voies de fait.